# Hoàng Trọng Hải
Hoàng Trọng Hải là một chính khách Việt Nam. Ông từng là Chủ tịch Ủy ban nhân dân tỉnh Đắk Lắk nhiệm kỳ 2011-2016.

## Lí lịch
Ông sinh ngày 24 tháng 9 năm 1954, dân tộc Kinh, quê quán tỉnh Bình Định, vào Đảng năm 1972.

## Giáo dục
Trình độ học vấn 12/12. Trình độ chuyên môn: Cử nhân Kinh tế - Tài chính Đại học Kinh tế, Cử nhân Chính trị.

## Sự nghiệp
Trước khi làm Chủ tịch UBND, ông là Phó Bí thư thường trực Tỉnh ủy Đắk Lắk. Từ ngày 1 tháng 10 năm 2014 ông nghỉ hưu theo chế độ. Ông Y Dhăm ÊNuôl, Phó Chủ tịch thường trực UBND tỉnh Đắk Lắk được giao phụ trách UBND tỉnh từ tháng 10 năm 2014. Ngày 11 tháng 12 năm 2014 Hội đồng nhân dân tỉnh Đắk Lắk miễn nhiệm chức Chủ tịch Ủy ban nhân dân tỉnh khóa VIII nhiệm kỳ 2011-2016 của ông Hoàng Trọng Hải vì lý do đã nghỉ hưu theo chế độ.

## Gia đình
Vợ của ông là bà Nguyễn Thị Xuân Thủy, làm Phó Giám đốc Sở Y tế Đắk Lắk.